# Jürgen Schütze
Jürgen Schütze, född den 3 mars 1951 i Arnsdorf i Sachsen, död 6 september 2000 i Berlin, var en östtysk tävlingscyklist som tog OS-brons i tempoloppet vid olympiska sommarspelen 1972 i München.